# Francesca Sanna Sulis
Francesca Sanna Sulis, född 1716, död 1810, var en italiensk affärsidkare. Hon var en modedesigner som räknade Katarina den stora bland sina kunder.
Hon krediteras med uppfinningen av cambusciu, en silkemössa som är typisk för traditionella sardiska kläder.
Under sitt liv i Quartucciu kommun grundade hon en välgörenhetsinstitution för de fattiga; Quartuccius kommunala bibliotek och museet för kvinnors entreprenörskap (MIF) i Muravera namngavs till hennes minne.